# Crocidura watasei
Crocidura watasei es una especie de musaraña (mamífero placentario de la familia Soricidae).

## Distribución geográfica
Es endémica de Japón.